# Pílula de rapé
Pílula de rapé são comprimidos feitos a partir do pó de tabaco, assim como ligantes e aromas. Autoridades de saúde pública ressalvam o efeito que essas pílulas podem afetar nos dentes e gengivas após assegurar o produto na boca por 10 e 20 minutos. Também alertam que o ato de ingerir tais produtos químicos podem afetar o estômago.